# Дубове (Щастинський район)
Дубове́ — село в Україні, у Новоайдарській селищній громаді Щастинського району Луганської області. Населення становить 68 осіб.

## Населення
За даними перепису 2001 року населення села становило 68 осіб, з них 11,76% зазначили рідною українську мову, а 88,24% — російську.

## Фото

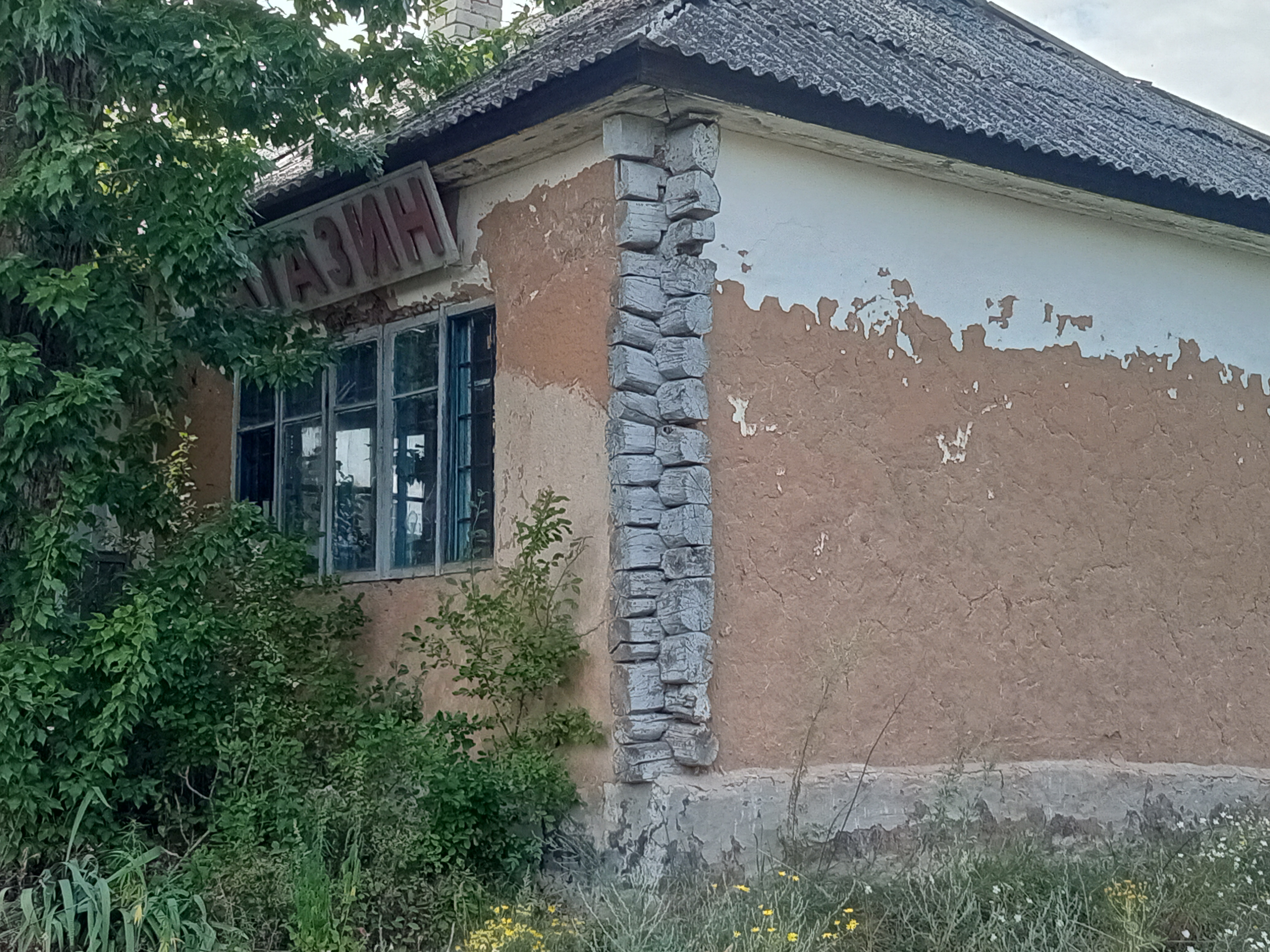
Магазин у селі
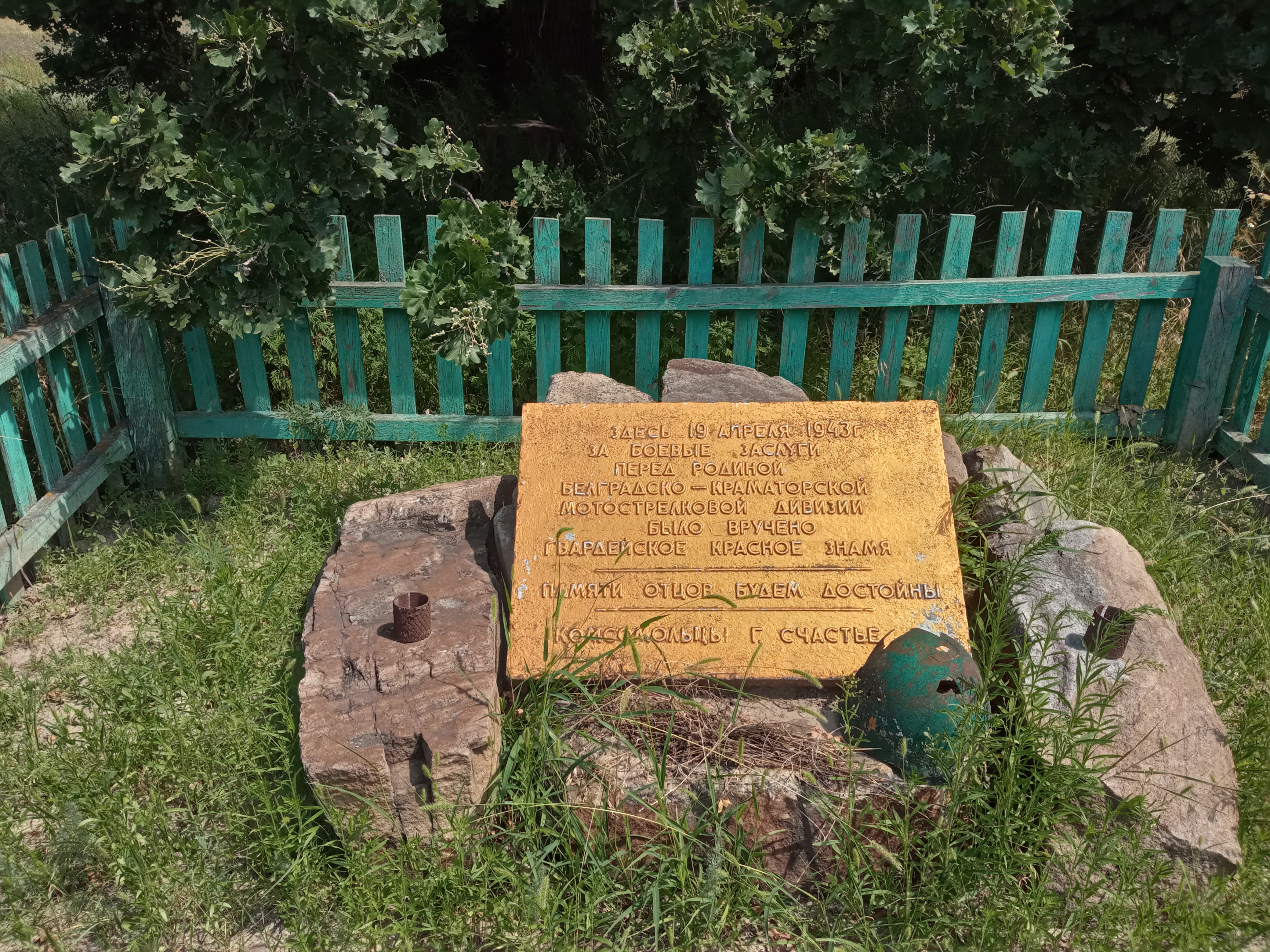
Пам'ятний знак поблизу села